# Thelypteris balbisii
Thelypteris balbisii là một loài thực vật có mạch trong họ Thelypteridaceae. Loài này được (Spreng.) Ching miêu tả khoa học đầu tiên năm 1941.